# Шнайдер, Иоганн Кристиан Фридрих
Иоганн Кристиан Фридрих Шнайдер (нем. Johann Christian Friedrich Schneider; 3 января 1786, Альвальтерсдорф (ныне в составе Гросшёнау), — 23 ноября 1853, Дессау) — немецкий органист, пианист, композитор, музыкальный педагог. Сын Иоганна Готлоба Шнайдера-старшего, брат Иоганна Готлоба Шнайдера-младшего.

## Биография
Фридрих Шнайдер учился музыке с четырёх лет сначала под руководством своего отца, органиста в Валтерсдорфе, затем в гимназии в Циттау и наконец в Лейпцигском университете.
В 1804 году опубликовал три первых фортепианных сонаты. Был известен как концертирующий пианист — в частности, был первым исполнителем Концерта для фортепиано с оркестром № 5 Людвига ван Бетховена (28 ноября 1811 года). С 1812 года органист лейпцигской Церкви святого Фомы и преподаватель школы при ней; среди учеников Шнайдера были, в частности, Карл Фердинанд Беккер и Луи Куфферат.
С 1821 года придворный капельмейстер герцога Ангальт-Дессау Леопольда IV. Основал в Дессау музыкальную школу — здесь среди его учеников были Фриц Шпиндлер, Фридрих Люкс, Фридрих Вильгельм Маркуль, Рихард Фальтин, Вильгельм Штаде, Теодор Улиг, Карл Аншютц (женившийся на дочери наставника) и многие другие.
Шнайдер был плодовитым композитором и оставил 7 опер, 4 мессы, 6 ораторий, 25 кантат, 23 симфонии, 7 фортепианных концертов и множество камерных, хоровых и вокальных сочинений.
Свой богатый преподавательский опыт Фридрих Шнайдер обобщил в учебнике «Основы гармонии и композиции» («Elementarbuch der Harmonie und Tonsetzkunst»), опубликованной в Лейпциге в 1820 году.